# Don Juan DeMarco
A Don Juan DeMarco (Don Juan DeMarco) Jeremy Leven 1995-ben bemutatott romantikus drámája. Főszerepben Johnny Depp és Marlon Brando.

## Történet
Történt, hogy napjaink forgatagában egy álarcos alak készült levetni magát egy magas reklámtábla tetejéről. Jack Mickler (Marlon Brando) pszichiáter beszéli le a párkányról, és vállalkozik a kezelésére. Kiderül, hogy a halál torkából visszarántott jóképű férfi Don Juan (Johnny Depp), és élete egyetlen vágya boldoggá tenni az asszonyok seregét. Jack, a sokat látott lélekbúvár helyes irányba próbálja terelni a szerepzavaros Juant. Ám a rutin itt nem sokat ér, s mit tesz Isten, betege hatása alá kerül, melynek felesége, Marilyn (Faye Dunaway) örül a legjobban.

## Jelölések
- Oscar-díj (1996)
  - jelölés: legjobb eredeti dal (Michael Kamen, Bryan Adams, Robert John Lange)
- Golden Globe-díj (1996)
  - jelölés: legjobb eredeti film betétdal  (Michael Kamen, Bryan Adams, Robert John Lange)
  - jelölés: legjobb eredeti filmzene (Michael Kamen)

## Szereplők
| Szereplő           | Színész           | Magyar hang     |
| ------------------ | ----------------- | --------------- |
| Dr. Jack Mickler   | Marlon Brando     | Kristóf Tibor   |
| Don Juan           | Johnny Depp       | Galambos Péter  |
| Marilyn Mickler    | Faye Dunaway      | Bencze Ilona    |
| Doña Ana           | Géraldine Pailhas | Fazekas Andrea  |
| Don Antonio        | Franc Luz         |                 |
| Dr. Paul Showalter | Bob Dishy         | Versényi László |
| Doña Inez          | Rachel Ticotin    | Jani Ildikó     |
| Doña Julia         | Talisa Soto       | Mics Ildikó     |
| Mrs. DeMarco       | Tresa Hughes      | Kassai Ilona    |